# Seznam norveških arhitektov
Seznam norveških arhitektov.

## A
- Adolf Agthe
- Arnstein Arneberg

## B
- Lars Backer
- Ove Bang
- Gudolf Blakstad
- Peter Andreas Blix
- Haldor Børve

## C
- Christian Christie

## E
- Jon Eikvar
- Sven Erik Engebretsen
- John Engh

## F
- Sverre Fehn

## G
- Rune Grasdal
- Christian Heinrich Grosch
- Christian Grosch

## H
- Lilla Hansen
- Jan Inge Hovig
- Tormod Hustad

## K
- Jacob Christie Kielland
- Jens Zetlitz Monrad Kielland
- Knut Knutsen
- Kjell Kosberg

## L
- Hans Ditlev Franciscus Linstow
- Kjell Lund

## M
- (Arne Martinsen)
- Håkon Mjelva
- Eivind Moestue
- Knud Munk
- Herman Munthe-Kaas

## N
- Odd Nansen
- Olaf Nordhagen

## O
- Espen Øino (Oeino) (oblikovalec jaht)

## P
- Magnus Poulsson

## R
- Eyvind Ritzius

## S
- Heinrich Ernst Schirmer
- Ole Lind Schistad
- Knut Selberg
- Holger Sinding-Larsen
- Kirsten Sinding-Larsen
- Nils Slaatto
- Lars Solberg

## T
- Kjetil Trædal Thorsen

## W
- Hjalmar Welhaven
- Magne Magler Wiggen